# Idina.
idina. è il quinto album in studio della cantautrice e attrice statunitense Idina Menzel. È stato pubblicato il 23 settembre 2016 dalla Warner Bros. Records.

## Antefatti
Nella fine del 2015, Idina Menzel ha annunciato che stava lavorando al suo quinto album. Il 5 agosto 2016 a mezzanotte, Menzel è apparsa in live su Facebook per annunciare la data della pubblicazione dell'album e per far ascoltare un'anteprima del suo singolo I See You. Idina Menzel ha confessato che l'album è il suo più personale.

## Tracce
1. Small World – 3:35 (Ross Golan, Greg Wells)
2. Like Lightning – 3:39 (Idina Menzel, Audra Mae, Eric Rosse)
3. Queen of Swords – 4:20 (Idina Menzel, Ferras, Sarah Hudson, Greg Wells)
4. I See You – 3:39 (Matt Morris, Dana Parish)
5. Everybody Knows – 3:25 (Greg Wells)
6. Show Me – 5:02 (Idina Menzel, James Abrahart)
7. Last Time – 3:57 (Idina Menzel, Eric Rosse)
8. I Do – 3:29 (Idina Menzel, Eric Rosse)
9. Cake – 2:54 (Idina Menzel, Shelly Peiken, Greg Wells)
10. Extraordinary – 3:33 (Idina Menzel, Lindy Robbins, Greg Wells)
11. Perfect Story – 3:39 (Idina Menzel, Greg Wells, Nina Woodford)
12. Nothin' in This World – 4:24 (Idina Menzel, Eric Rosse)